# Rungkom (Meureudu)
Rungkom is een bestuurslaag in het regentschap Pidie Jaya van de provincie Atjeh, Indonesië. Rungkom telt 272 inwoners (volkstelling 2010).